# Get Stoned
Get Stoned è il singolo di debutto della rock band dell'Oklahoma Hinder. È arrivato alla numero 4 della Billboard Mainstream Rock Tracks negli Stati Uniti. È stata la canzone gratis della settimana di iTunes durante l'estate del 2005. È anche il primo singolo estratto dal loro album di debutto, Extreme Behavior. La parte iniziale di questa canzone consiste in una sezione di assolo di chitarra da "Born to Be Wild" degli Steppenwolf, di cui gli Hinder avrebbero realizzato una cover in futuro. Il pezzo presenta una forte somiglianza anche con "Dream On" degli Aerosmith, anche se più spiccata rispetto alla canzone sopraccitata.

## Concept
La canzone è raccontata dal punto di vista di un uomo che sta litigando con una donna. Nel ritornello lui dichiara di pensare che dovrebbero "andare a casa e restare fatti" perché "[loro] potrebbero finire col fare l'amore piuttosto che lamentarsi" e che "il sesso è molto meglio quando [lei] è arrabbiata con [lui]".

## Video
Nel video, la band sta suonando in un club. Il cantante Austin Winkler cammina lungo un corridoio con ragazze tutte intorno a lui. Tutta la band si trova poi in una camera d'albergo con un paio di ragazze. Alla fine il gruppo distrugge l'hotel, facendo cose del tipo frantumare una TV con una chitarra e ribaltare un tavolo con delle bottiglie di liquore. Winkler viene poi ripreso a torso nudo a letto con almeno due ragazze. Il video finisce con la band che termina la propria performance, lascia il club e ritorna sul tour bus, lasciando il locale così come erano entrati; con donne tra le loro braccia e un sorriso sui loro volti.